# Baai van Benin

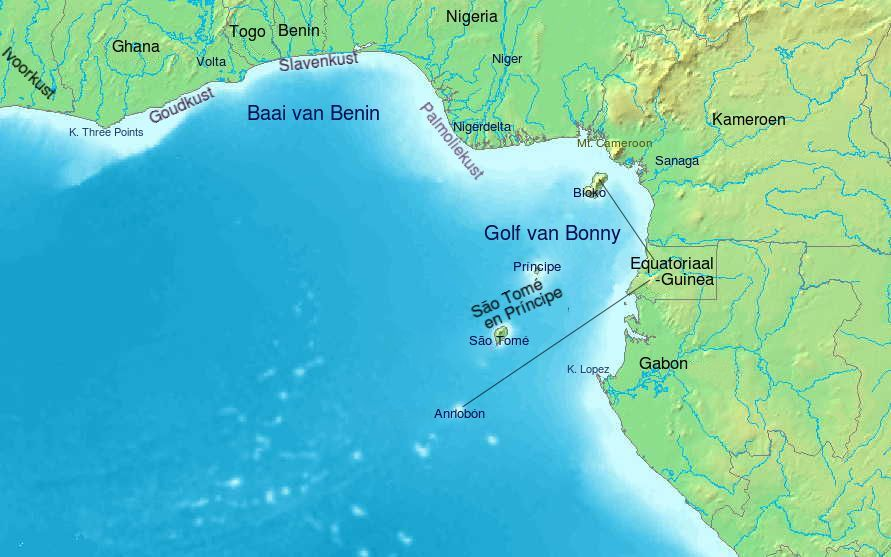
Overzichtskaart van de Golf van Guinee, met in het noorden de Baai van Benin

De Baai van Benin of Bocht van Benin is een baai voor de kust van West-Afrika, in het noordwesten van de Golf van Guinee, onderdeel van de Atlantische Oceaan. Hij strekt zich uit van Kaap Three Points in Ghana in het westen, tot aan de Nigerdelta in Nigeria in het oosten, waar de baai overgaat in de Golf van Bonny. Daartussen liggen ook nog de landen Togo en Benin.
De kusten van de baai staan bekend als de Goudkust en de Slavenkust.